# Spišskoteplické slatiny
Spišskoteplické slatiny este o arie protejată (arie specială de conservare — SAC, sit de importanță comunitară — SCI) din Slovacia întinsă pe o suprafață de 24,45 ha, integral pe uscat.

## Localizare
Centrul sitului Spišskoteplické slatiny este situat la coordonatele 49°02′38″N 20°13′50″E / 49.043993°N 20.230657°E.

## Înființare
Situl Spišskoteplické slatiny a fost declarat sit de importanță comunitară în aprilie 2004 pentru a proteja 2 specii de animale. Situl a fost protejat și ca arie specială de conservare în martie 2004.

## Biodiversitate
Situată în ecoregiunea alpină, aria protejată conține 4 habitate naturale: Lacuri și iazuri distrofice naturale, Liziere de ierburi înalte hidrofile de câmpie și de nivel montan până la alpin, Mlaștini alcaline, Fânețe de joasă altitudine (Alopecurus pratensis, Sanguisorba officinalis).
La baza desemnării sitului se află mai multe specii protejate:
- mamifere (1): popândău (Spermophilus citellus)
- nevertebrate (1): Vertigo angustior

Pe lângă speciile protejate, pe teritoriul sitului au mai fost identificate 5 specii de plante.